# General Atomics Aeronautical Systems, inc

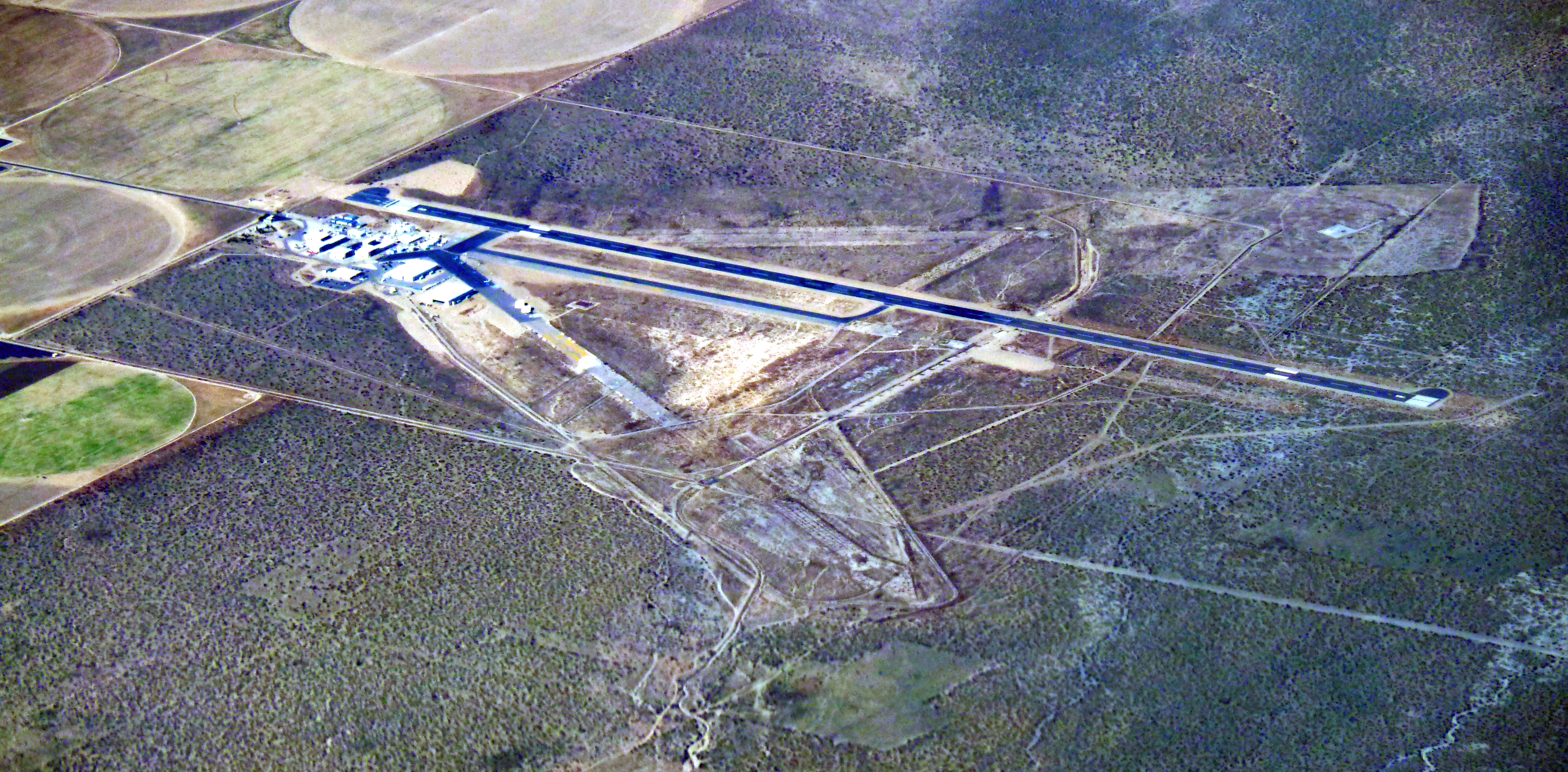
Le champ de tir de Grey Butte, à l’extérieur d’El Mirage, en Californie, est utilisé par General Atomics comme centre d’essai opérationnel pour ses drones Predator

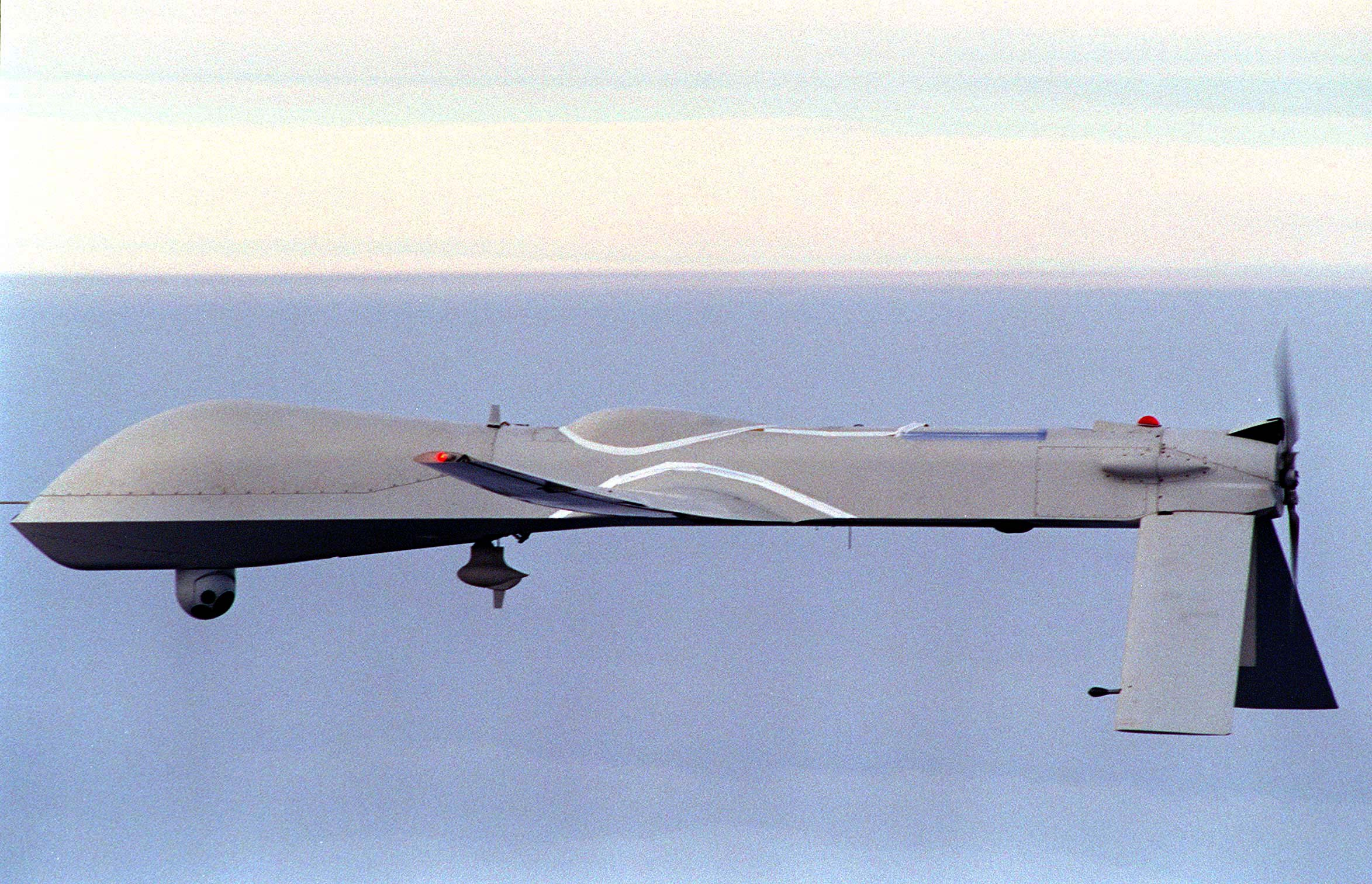
Le drone Predator

General Atomics Aeronautical Systems, Inc. (GA-ASI) est un sous-traitant militaire et une filiale de General Atomics qui conçoit et fabrique des véhicules aériens sans pilote et des systèmes radar pour les applications militaires et commerciales américaines dans le monde entier.

## Opérations
En novembre 2021, GA-ASI a reçu un contrat de 103,2 millions de dollars de l’armée américaine et un contrat de 31,7 millions de dollars de la marine américaine pour le compte de la Belgique.
Le 9 décembre 2021, GA-ASI a dévoilé le drone General Atomics Mojave.
Le 1er février 2023, GA-ASI et son partenaire Maritime Applied Physics Corporation ont remporté un contrat de recherche de phase 1 sur le projet Liberty Lifter de la Defense Advanced Research Projects Agency,.
Le 6 mars 2023, la société a annoncé que la DARPA avait choisi GA-ASI pour réaliser la conception du drone lancé par air par le biais d’une revue de conception critique (CDR) ; un LongShot transporterait lui-même un missile AIM-120 AMRAAM ou AIM-9 Sidewinder, ce qui augmente considérablement leur portée. De cette façon, un F-15EX ou un chasseur similaire de 4e génération peut augmenter considérablement sa capacité de survie lorsqu’il est armé d’un LongShot.

## Produits
- General Atomics Gnat
- General Atomics Prowler
- General Atomics Altus
- General Atomics MQ-1 Predator
- General Atomics MQ-1C Grey Eagle
- General Atomics MQ-9 Reaper
- General Atomics MQ-20 Avenger

## Projets en cours de développement
- General Atomics Eaglet : aéronef parasite UAS[8], au stade de prototype ;
- série General Atomics Gambit : avion de combat collaboratif (CCA)[9], en phase de conception ;
- General Atomics Liberty Lifter : hydravion/véhicule à effet de sol[10], au stade de concept
- General Atomics LongShot : UAS de type loyal-wingman[11], au stade de concept ;
- General Atomics Mojave : UCAV STOL, dérivé de la famille Predator, au stade de prototype
- General Atomics Sparrowhawk : UAS parasite, au stade de prototype ;